# Малая Тигма
Малая Тигма — река в России, протекает по Спировскому району Тверской области. Вытекает из озера Большедворского, протекает через районный центр — посёлок городского типа Спирово, впадает в реку Тверцу в 139 км от её устья по левому берегу, у деревни Бабье. Длина реки составляет 22 км, площадь водосборного бассейна — 87,2 км².

## Данные водного реестра
По данным государственного водного реестра России относится к Верхневолжскому бассейновому округу, водохозяйственный участок реки — Тверца от истока (Вышневолоцкий гидроузел) до города Тверь, речной подбассейн реки — Волга до Рыбинского водохранилища. Речной бассейн реки — (Верхняя) Волга до Куйбышевского водохранилища (без бассейна Оки).
Код объекта в государственном водном реестре — 08010100512110000002017.